# Bengeworth
Bengeworth är en stadsdel i Evesham, i civil parish Evesham, i distriktet Wychavon, i grevskapet Worcestershire, i England. Bengeworth var en civil parish fram till 1924 när blev den en del av Evesham. Civil parish hade 3 268 invånare år 1921. Byn nämndes i Domedagsboken (Domesday Book) år 1086, och kallades då Beningeorde/Bennicworte.